# Obermeiser
Obermeiser ist ein Ortsteil der Gemeinde Calden im nordhessischen Landkreis Kassel.

## Geographie
Durch Obermeiser fließt die Warme.

## Geschichte
Die älteste bekannte urkundliche Erwähnung von Obermeiser stammt aus dem Jahr 1019, als es in einer Schenkungsurkunde des Kaisers Heinrich II. an das Kloster Kaufungen übergeben wird („talia predia, qualia in Eskeberge ac Meiskere villis in pago Hassia “). Nachdem der Ort im Mittelalter zur Herrschaft Schartenberg gehört hatte, kam er bis 1803 unter die Lehnsaufsicht derer von Spiegel.
Nach der kurhessischen Verwaltungsreform gehörte Obermeiser ab dem Jahre 1821 zum ehemaligen Kreis Hofgeismar.

### Gebietsreform
Im Zuge der Gebietsreform in Hessen wurde am 1. August 1972 die bis dahin Selbständige Gemeinde Obermeiser kraft Landesgesetz in die Gemeinde Calden eingemeindet. Damit verbunden war der Wechsel in den neu geschaffenen Landkreis Kassel.
Für alle ehemals eigenständigen Gemeinden von Calden wurden Ortsbezirke mit Ortsbeirat und Ortsvorsteher nach der Hessischen Gemeindeordnung gebildet.

### Bevölkerung
Einwohnerentwicklung
- 1585: 65 Haushaltungen
- 1747: 70 Haushaltungen

| Obermeiser: Einwohnerzahlen von 1834 bis 2015 | Obermeiser: Einwohnerzahlen von 1834 bis 2015 | Obermeiser: Einwohnerzahlen von 1834 bis 2015 | Obermeiser: Einwohnerzahlen von 1834 bis 2015 | Obermeiser: Einwohnerzahlen von 1834 bis 2015 |
| --- | --------------------------------------------- | --------------------------------------------- | --------------------------------------------- | --------------------------------------------- |
| Jahr |                                               |                                               |                                               | Einwohner                                     |
| 1834 | 1834                                          |                                               | 598                                           | 598                                           |
| 1840 | 1840                                          |                                               | 601                                           | 601                                           |
| 1846 | 1846                                          |                                               | 620                                           | 620                                           |
| 1852 | 1852                                          |                                               | 622                                           | 622                                           |
| 1858 | 1858                                          |                                               | 599                                           | 599                                           |
| 1864 | 1864                                          |                                               | 627                                           | 627                                           |
| 1871 | 1871                                          |                                               | 572                                           | 572                                           |
| 1875 | 1875                                          |                                               | 543                                           | 543                                           |
| 1885 | 1885                                          |                                               | 569                                           | 569                                           |
| 1895 | 1895                                          |                                               | 517                                           | 517                                           |
| 1905 | 1905                                          |                                               | 471                                           | 471                                           |
| 1910 | 1910                                          |                                               | 478                                           | 478                                           |
| 1925 | 1925                                          |                                               | 509                                           | 509                                           |
| 1939 | 1939                                          |                                               | 511                                           | 511                                           |
| 1946 | 1946                                          |                                               | 937                                           | 937                                           |
| 1950 | 1950                                          |                                               | 901                                           | 901                                           |
| 1956 | 1956                                          |                                               | 780                                           | 780                                           |
| 1961 | 1961                                          |                                               | 677                                           | 677                                           |
| 1967 | 1967                                          |                                               | 660                                           | 660                                           |
| 1970 | 1970                                          |                                               | 726                                           | 726                                           |
| 1980 | 1980                                          |                                               | ?                                             | ?                                             |
| 1990 | 1990                                          |                                               | ?                                             | ?                                             |
| 2000 | 2000                                          |                                               | ?                                             | ?                                             |
| 2011 | 2011                                          |                                               | 501                                           | 501                                           |
| 2015 | 2015                                          |                                               | 499                                           | 499                                           |
| Datenquelle: Historisches Gemeindeverzeichnis für Hessen: Die Bevölkerung der Gemeinden 1834 bis 1967. Wiesbaden: Hessisches Statistisches Landesamt, 1968. Weitere Quellen: ; Gemeinde Calden; Zensus 2011 |                                               |                                               |                                               |                                               |

Religionszugehörigkeit
| • 1961: | 566 evangelische (= 83,60 %), 92 katholische (= 12,59 %) Einwohner |

## Kultur
- Die Fußballmannschaft bildet eine Spielgemeinschaft mit Westuffeln.
- Die heutige Kirche wurde in den Jahren 1771 bis 1774 erbaut.[8]